# Universidad de Pinar del Río "Hermanos Saiz Montes de Oca"
La Universidad de Pinar del Río Hermanos Saíz Montes de Oca, UPR es una universidad pública ubicada en Pinar del Río, Cuba. Fue fundada el 20 de agosto de 1972. El 1 de septiembre de 2015, se unificó el centro con la Universidad Pedagógica y la Facultad de Cultura Física de la misma provincia, dando lugar a una nueva universidad unificada. Adscripta al Ministerio de Educación Superior de Cuba. (MES)
La casa de altos estudios en Pinar del Río se compone por siete Facultades, diez Centros Universitarios Municipales y una Unidad Presupuestada Independiente: el Jardín Botánico Orquideario de Soroa.
En esta estructura se integran ramas de las ciencias forestales y agropecuarias, económicas y empresariales, sociales y humanísticas, técnicas, pedagógicas y de la cultura física.

## Situación Geográfica
El campus universitario principal se encuentra en el extremo Este de la ciudad de Pinar del Río, en la Autopista Este-Oeste. Está conformado por el Edificio Docente, la Residencia Estudiantil y la Rectoría universitaria. 
En las afueras del Edificio Docente se encuentra un monumento dedicado a los Hermanos Saiz Montes de Oca, de 30 metros de alto, símbolo histórico de la universidad.

## Historia
El 16 de noviembre de 1952 surge la Universidad de Pinar del Río, instituyéndose dos años más tarde como Universidad de Occidente “Rafael Morales y González”. En marzo de 1955 se anunció el inicio de las actividades docentes, las cuales se estarían desarrollando, ininterrumpidamente, hasta los días finales del año 1957, cuando la casa de altos estudios entra en huelga permanente hasta el triunfo de la Revolución.
Luego de un intenso proceso de re contextualización y remozamiento, la institución reabre sus puertas en la provincia el 23 de octubre de 1972, con la apertura de la Sede Universitaria de Pinar del Río, la cual quedó oficializada al año siguiente.
En julio de 1976, tras la creación de la red de centros de educación superior del MES, dicha sede se transforma en centro universitario, lo que constituyó el primer paso para su constitución gradual como Universidad, que fue aprobada el 22 de junio de 1994, por acuerdo del Comité Ejecutivo del Consejo de Ministros, surgiendo así la Universidad de Pinar del Río Hermanos Saíz Montes de Oca,
Por su parte, la UCP surge en el año 1972 como Filial Pedagógica en la ESBEC “Elena Fernández de Castro”, para dar respuesta a la formación de los integrantes del Primer Contingente del Destacamento Pedagógico “Manuel Ascunce Domenech”, de la provincia de Pinar del Río.
En el curso 1973-1974 la Filial Pedagógica se instauró en la ESBEC “Combate Ceja del Negro”, hasta que en el curso 74-75 se estableció definitivamente en la Unidad Pedagógica Universitaria “Rafael María de Mendive” en el municipio Sandino, subordinada durante estos años al Instituto Superior Pedagógico “Enrique José Varona”, de La Habana.
El 31 de marzo de 1977, acorde a la Resolución Ministerial 777 del 16 de diciembre de 1976, se convierte en Instituto Superior Pedagógico de Pinar del Río para asumir, en el año 1997, el nombre del maestro del Apóstol, “Rafael María de Mendive”, digno inspirador para las pasadas, actuales y futuras generaciones de maestros y profesores.
Posteriormente, en el acuerdo n.º 6643 del Comité Ejecutivo del Consejo de Ministros, de fecha 25 de mayo de 2009, se aprueba su transformación en Universidad de Ciencias Pedagógicas, con la misión de dirigir científicamente, de conjunto con la Dirección Provincial de Educación, los organismos y organizaciones provinciales, la formación inicial y continua del personal docente con la calidad y pertinencia que demanda el perfeccionamiento de la actividad educacional en el territorio.
En tanto, la Facultad de Cultura Física “Nancy Uranga Romagoza” fue fundada el 1.º de septiembre de 1988 como centro de educación superior adscrito a la Universidad de Ciencias de la Cultura Física y el Deporte (UCCFD) respondiendo, a su vez, a los objetivos del Instituto Nacional de Deportes, Educación Física y Recreación (INDER) encargado de dirigir la formación de profesionales y especialistas de alto nivel científico técnico en la rama de la Cultura Física y el Deporte, con un elevado compromiso y responsabilidad social con el pueblo, la revolución y la colaboración internacional.

## Unificación Universitaria
Los primeros pasos para la integración en el territorio tienen lugar en enero de 2014, cuando el Ministerio de Educación Superior (MES) decide extender el proceso que inició en Artemisa, Mayabeque e Isla de la Juventud al resto de la provincias del país.
La integración aboga por el perfeccionamiento de la enseñanza universitaria con el propósito de aumentar la calidad y la racionalidad en el uso de los recursos materiales, humanos y financieros.
En ese sentido, se nutrió de las principales fortalezas de cada institución a la vez que intentó sortear las deficiencias fundamentales que afectaban el funcionamiento interno de cada centro.
La creación de la nueva universidad tuvo en cuenta el diseño de un CES unificado, sobre la base de la integración y no como la suma de las partes; la conveniencia de preservar una composición coherente de los elementos esenciales que dan lógica y sustentan el desarrollo científico y pedagógico de las formaciones ramales existentes; la socialización de cada paso del proceso y el carácter participativo de la toma de decisiones.
La universidad integrada nace el 1º de septiembre de 2015 a partir de la unión de tres centros con excelente trayectoria y probados aportes al desarrollo económico, social y científico de la provincia y el país: la Universidad de Pinar del Río Hermanos Saíz Montes de Oca, la Universidad de Ciencias Pedagógicas (UCP) “Rafael María de Mendive” y la Facultad de Cultura Física “Nancy Uranga Romagoza”.

## Admisión Académica
Para poder cursar los cursos de pregrado de la universidad, es un requisito fundamental haber concluido el bachillerato (12 grado). Las becas se entregan de acuerdo al principio del mejor derecho, de acuerdo a un escalafón que calcula la nota general de cada alumno dependiendo la calificación del curso preuniversitario y las notas en los exámenes de ingreso (obligatorios para entrar) de Matemática, Física, Química, Español e Historia. Para los alumnos extranjeros, es necesario un buen dominio del idioma español. Para todos los estudiantes nacionales, la docencia es completamente gratis, además de todos los materiales, alimentación y residencia estudiantil.
Todo el sistema de calificaciones se rige por la actual normativa correspondiente del Ministerio de Educación Superior del país.

## Organización
La UPR posee siete Facultades: en las cuales se estudian 33 carreras universitarias y cinco Centros de Estudio

### Facultad de Ciencias Económicas
Los estudios económicos comienzan en la provincia a los años 1969 y 1970 siendo una sede de la Universidad de La Habana y un poco más tarde en el año 1977 se incorpora la carrera de Contabilidad y Finanzas. Ambas carreras con una antigüedad de más de 30 años tienen el mayor protagonismo en la facultad, toda vez que la carrera Ing. Industrial es de reciente incorporación. 
El claustro ha sido prestigiado por profesores como: Dr. José Luis Rodríguez, Dr. Ramón Sánchez Noda, Lic. Roberto Verrier Castro, Dr. Alfredo Jam, Dr. Luciano Vasapollo (Italia), MSc. Jorge Zubizarreta Hernández, Lic. Rolando Roque Nodarse, Dr. Raúl Fullana, Dr. Raúl Garrido, Dr. Alfonso Casanova, Lic. Joaquín Remedios García, Lic. Dagoberto Perugorría, Dr. Francisco Borrás Atiénzar, Dr. Pedro Fernández de Córdova, Dr. Armando Cuesta Santos, entre otros.
Durante todos estos años se han formado 4 987 profesionales en el pregrado de toda la provincia y un considerable número de países. Un porcentaje elevado de ellos han ocupado u ocupan en estos momentos responsabilidades a distintos niveles en la provincia y el país.

##### Carreras actuales
- Licenciatura en Contabilidad y Finanzas.
- Licenciatura en Economía.
- Ingeniería Industrial.
- Licenciatura en Educación en Economía.

### Facultad de Ciencias Sociales y Humanidades
En la Universidad de Pinar del Río (UPR), el surgimiento de la Facultad de Ciencias Sociales y Humanísticas (FCSH), tiene como antecedente la creación de la Licenciatura en Estudios Socioculturales en el curso 1999-2000, la cual en sus dos primeros años perteneció a la entonces Facultad de Ciencias Económicas. Esta carrera era resultado de la situación socioeconómica del país en la década de 1990, donde se hacía necesaria la descentralización de la cultura y el enfrentamiento a las problemáticas que se produjeron en la vida material y espiritual de la sociedad, sobre todo en aquellos territorios donde existían universidades solamente de especialidades técnicas y económicas e insuficiencia de propuestas de estudios superiores a promotores, instructores, entre otros trabajadores de la cultura. Unido a la realidad anterior, el concepto de “nueva universidad cubana” que se desarrolla a partir del año 2000, redimensionando las premisas del proceso de universalización de la Revolución: el acceso pleno a la cultura acumulada por la humanidad en relación con el desarrollo local; lo que permitió el surgimiento de la FCSH en el curso 2002-2003 con las siguientes carreras y modalidades: Estudios Socioculturales (modalidad presencial y semipresencial), Derecho (modalidad presencial y semipresencial), Psicología, Sociología, Bibliotecología y Ciencias de la Información, Comunicación Social e Historia (modalidad semipresencial).

##### Carreras actuales
- Licenciatura en Gestión Sociocultural para el Desarrollo.
- Licenciatura en Derecho.
- Licenciatura en Psicología.

### Facultad de Ciencias Técnicas
En 1986, en ocasión de la celebración del día del trabajador en Pinar del Río, Fidel Castro Ruz, hace referencia a la necesidad de formar profesionales en el campo de la Electrónica y de la Mecánica para satisfacer la demanda de profesionales del recién creado Combinado de Componentes Electrónicos y de la Empresa de Piezas de Repuesto de Pinar del Río.
De esta forma, en el curso 86-87, se crea en la Universidad de Pinar del Río la Facultad de Ciencias Técnicas con tres especialidades, la Ingeniería en Geología que ya se impartía desde el curso 85-86, la Ingeniería en Equipos y Componentes Electrónicos (que desaparece a partir del curso 90-91 por el surgimiento de la Ingeniería en Telecomunicaciones y Electrónica) y la Ingeniería en Construcción de Maquinarias (que desaparece a partir del curso 90-91 por el surgimiento de la Ingeniería Mecánica).
En el año 2001 inicia la carrera de Ingeniería Informática en la Universidad de Pinar del Río y por este motivo se decide por la dirección del centro crear dos nuevas Facultades, la de Geología y Mecánica (FGM) y la de Informática y Telecomunicaciones (FIT).
La primera de ellas con las Ingenierías Mecánica y Geología y la segunda con las Ingenierías Informática y la de Telecomunicaciones y Electrónica, desapareciendo la Facultad de Ciencias Técnicas. Con el análisis de nueva estructura en la Universidad de Pinar del Río en el año 2011, se decide iniciar el curso 2011-2012 con la integración de las dos Facultades antes mencionadas y vuelve a surgir así la Facultad de Ciencias Técnicas.

##### Carreras actuales
- Ingeniería Informática.
- Ingeniería en Telecomunicaciones y Electrónica.
- Ingeniería Mecánica.
- Ingeniería Geológica.
- Licenciatura en Educación en Informática.
- Licenciatura en Educación en Mecánica.
- Licenciatura en Educación en Eléctrica.
- Licenciatura en Educación en Construcción.

### Facultad de Ciencias Forestales y Agropecuarias
Esta Facultad es fundadora de la Universidad de Pinar del Río. Actualmente, lleva a cabo la formación de los Ingenieros Forestales en modalidad presencial y semipresencial, Ingenieros Agrónomos para modalidad presencial y por encuentro, Ingeniería en Procesos Agroindustriales modalidad semipresencial, e Ingeniería Agropecuaria para la modalidad semipresencial.

##### Carreras actuales
- Ingeniería Forestal.
- Ingeniería Agrónoma.
- Licenciatura en Educación Especialidad Agropecuaria.
- Agronomía de Montaña.

### Facultad de Cultura Física
La Facultad de Cultura Física "Nancy Uranga Romagoza" es el centro de nivel superior encargado de dirigir la formación de profesionales y especialistas de alto nivel científico técnico en la rama de la Cultura Física y el Deporte en la provincia de Pinar del Río, con un elevado compromiso y responsabilidad social con el pueblo, la revolución y la colaboración internacional.
Posee un claustro a tiempo completo de 165 docentes de ellos 12 Doctores en Ciencias, 130 Master en diferentes ciencias fundamentalmente en Actividad Física y Deporte, que guía la formación de los futuros profesionales en correspondencia con la estrategia maestra, determinada por la labor política ideológica como centro de la planeación estratégica.

#### Carreras actuales
- Licenciatura en Cultura Física.

### Facultad de Educación Infantil
La Facultad de Educación Infantil se fundó a inicios de los años 90, a partir de la integración de las carreras de Licenciatura en Educación Primaria, Educación Preescolar y Educación Especial. Estas ya se desarrollaban desde las facultades de Educación Primaria, Pedagogía y Defectología, respectivamente. Actualmente la facultad incluye siete carreras: Educación Primaria, Preescolar, Especial, Logopedia, Pedagogía-Psicología, Educación Artística e Instructores de Arte las cuales se desarrollan por las modalidades de curso diurno (CRD) y cursos por encuentros (CE). Atiende la formación de nivel básico superior en 1er año de la carrera Preescolar y tiene incidencia en la formación de personal docente de nivel medio en la Escuela Pedagógica. De igual manera se atiende toda la formación postgraduada de los docentes, tanto para garantizar el desarrollo de nuestros profesores como de los maestros del territorio y las diferentes estructuras existentes a nivel provincial y municipal. La Facultad se ha caracterizado, en los últimos años, por protagonizar un desarrollo progresivo en los procesos de profesionalización de su claustro, lo que se concreta en el número de Doctores en Ciencia Pedagógicas, Máster en diferentes áreas del conocimiento y en profesores con categorías docentes superiores. Estos cuadros científicos han asumido las principales tareas de dirección y metodológicas, así como en la dirección de diferentes proyectos de investigación. Cuadros científicos formados en la Facultad, forman parte hoy del Consejo de Dirección de la UPR y de sus departamentos o son cuadros del nivel central del MINED. La facultad obtuvo en el curso 2010-2011, 2011-2012, 2013-2014 la condición de “Más Destacada” por los resultados en todos los procesos sustantivos que en ella se desarrollan.

##### Carreras actuales
- Licenciatura en Educación Preescolar.
- Licenciatura en Educación Primaria.
- Licenciatura en Educación Especial.
- Educación Logopedia.
- Educación Artística.
- Pedagogía-Psicología.

### Facultad de Educación Media
La Facultad de Educación Media (FEM), de nueva creación, se constituye a raíz del Proceso de Integración de la Educación Superior en nuestra Provincia de Pinar del Río. Convergen en la base conformacional de la actual FEM, fruto de un proceso armónico y coherente de estructuración, las Facultades de Ciencias, Humanidades y la carrera de Educación laboral e Informática de la Facultad de Ciencias Técnicas de la antigua Universidad de Ciencias Pedagógicas “Rafael María de Mendive”. En la FEM se lleva a cabo la formación de los Licenciados en Educación en diferentes Especialidades que se desempeñarán en los subsistemas educativos de Secundaria Básica, Preuniversitario y la Enseñanza Técnica y Profesional.

##### Carreras actuales
- Marxismo-Leninismo e Historia.
- Lenguas Extranjeras.
- Español-Literatura.
- Matemática-Física.
- Biología-Química.
- Biología-Geografía.
- Educación Laboral-Informática.

## Centros de Estudio
- Centro de Estudios Forestales. CEF.
- Centro de Estudios de Ciencias de la Educación. CECEPRI.
- Centro de Estudios del Entrenamiento Deportivo en Alto Rendimiento. CEEDAR.
- Centro de Estudio de Dirección, Desarrollo Local, Turismo y Cooperativismo. CE-GESTA.
- Centro de Estudios de Medio Ambiente y Recursos Naturales. CEMARNA.

## Publicaciones
- Revista Cubana de Ciencias Forestales.
- PODIUM. Revista de Ciencia y Tecnología en la Cultura Física.
- Mendive. Revista de Educación.
- Cooperativismo y Desarrollo (COODES)